# Helen Hessel
Pour les articles homonymes, voir Hessel.
Helen Hessel, née Helen Grund le 30 avril 1886 à Berlin et morte à son domicile dans le 14e arrondissement de Paris le 15 juin 1982, est une journaliste de mode allemande qui a fait carrière en France. Mariée à l'écrivain Franz Hessel de 1913 à 1921, puis de nouveau à partir de 1922 mais vivant avec le marchand d'art Henri-Pierre Roché, elle a laissé sous forme d'un journal intime le témoignage d'une femme libérée de l'entre deux guerres.

## Biographie
Durant les années 1920 et le début des années 1930, Helen Hessel est correspondante à Paris de la Frankfurter Zeitung pour la rubrique mode. Pendant l'invasion de la France par l'Allemagne, elle vit dans la clandestinité. Après la guerre, elle s'installe avec son fils Stéphane à New York puis dans divers autres villes des États-Unis.
Au début des années 1960 elle traduit en allemand Lolita de Vladimir Nabokov.
Bien qu'ayant passé les dernières années de sa vie à Paris, elle meurt à Berlin. Son corps est ramené à Paris et enterré au cimetière du Montparnasse.

### Famille
Le fils cadet d'Helen et Franz Hessel, Stéphane Hessel (1917-2013), a été un membre actif de la Résistance et déporté au camp de concentration de Buchenwald. Après la guerre, il fut l'un des premiers secrétaires de l'Organisation des Nations unies nouvellement créée.

## Au cinéma
Helen Hessel a été immortalisée par François Truffaut dans Jules et Jim (1962) où son personnage est joué par Jeanne Moreau. Le film raconte l'amour passionné et la relation triangulaire entre Helen, son mari Franz Hessel et leur ami Henri-Pierre Roché.
Truffaut s'est inspiré pour son scénario du roman autobiographique du même titre d'Henri-Pierre Roché.

## Œuvre
- Le Journal d'Helen, éditions André Dimanche, 18 décembre 1996, 617 p.  (ISBN 978-2-869-16035-4)